# Muhammad Osman Said
Muhammad Osman Said (n. 1922 - d. 31 decembrie 2007) a fost un om politic libian, prim-ministru în perioada regimului monarhist din Libia (octombrie 1960-martie 1963).